# 朱生岭
朱生岭（1957年11月—），江苏东台人。中国人民解放军上将，军事学硕士。中国共产党第十九届中央委员会委员。

## 經歷
1974年7月，朱生岭在东台四灶中学高中毕业後，短暫回乡务农。1976年12月，他应征入伍，历任陆军战士、班长、排长、连政治指导员、营政治教导员、团政治处主任等职，並在1978年12月加入中国共产党。1981年9月至1983年7月在中国人民解放军炮兵学院政治系学习。
朱生岭後來歷任南京军区舟嵊守备区炮兵团政委、守备五旅政治部主任、海防五旅政治部主任。1994年5月，任海防六旅政委。1997年4月 任浙江省舟山警备区副政委。1997年9月至2000年1月在中国人民解放军国防大学攻读硕士研究生。
2000年1月从国防大学毕业后，朱生岭来到第12集团军，任三十六师政委。2003年，调任第1集团军一师政委。
2005年8月，朱生岭升任第31集团军政治部主任，並在2007年7月，晋升少将军衔。2009年5月，調任福建省军区政委；四個月後進入中共福建省委常委。2011年11月，繼續当选中共福建省第九届委员会常委。2012年8月，当选福建省军区党委书记。
2013年3月，擔任上海警备区政委、中共上海市委常委等职。
2014年12月，升任南京军区政治部主任。
2015年11月，任新成立的中央军事委员会国防动员部首任政治委员，並在2016年8月，晋升為中国人民解放军中将。
2017年1月，调任武警部队政委，接替孙思敬上将。2019年4月起改任中部战区政委。
2019年7月，晋升中国人民解放军上将军衔。10月1日，在庆祝中华人民共和国成立70周年大会阅兵式上率战旗方队。
2021年7月，在2021年河南暴雨期间，被网友发现亲自参加郑州阜外华中医院转移安置群众的任务。